# Alegeri legislative în Canada, 1874
| Alexander Mackenzie                                   |  | Sir John A. Macdonald |
| Alexander Mackenzie (stânga) și Sir John A. Macdonald |  |                       |

Alegerile federale din Canada au avut loc pe 22 ianuarie 1874, pentru a alege membrii Camerei Comunelor al celui de-al treilea Parlament din Canada. Sir John A. Macdonald, care fusese recent demis din funcția de prim ministru, și partidul său conservator au fost învinși de Partidul Liberal, condus de noul lider de atunci, noul prim ministru, Alexander Mackenzie.
Guvernul condus de Macdonald a fost forțat să demisioneze pe 5 noiembrie 1873 din cauza acuzațiilor de corupție legate de construcției Canadian Pacific Railway. Liberalii, sub comanda lui Mackenzie, au format un guvern două zile cu o alegere stabilită în ianuarie. Conservatorii nu au reușit să își revină după scandal și ca rezultat au pierdut alegerile.
Votul s-a desfășurat pentru prima dată utilizându-se bile secrete.

## Rezultate naționale
| Al treilea parlament                                                           | Al treilea parlament       | Al treilea parlament      | Al treilea parlament | Al treilea parlament | Al treilea parlament | Al treilea parlament | Al treilea parlament | Al treilea parlament | Al treilea parlament |
| Partid                                                                         | Partid                     | Lider                     | Nr. de candidați     | Locuri               | Locuri               | Locuri               | Voturi               | Voturi               | Voturi               |
| ------------------------------------------------------------------------------ | -------------------------- | ------------------------- | -------------------- | -------------------- | -------------------- | -------------------- | -------------------- | -------------------- | -------------------- |
| Partid                                                                         | Partid                     | Lider                     | Nr. de candidați     | 1872                 | Ales                 | Schimbări            | #                    | %                    | Schimbări            |
|                                                                                | Liberali                   | Alexander Mackenzie       | 140                  | 95                   | 129                  | +35.8%               | 128,455              | 39.49%               | +4.77%               |
|                                                                                | Conservator                | John A. Macdonald         | 65                   | 63                   | 39                   | -38.1%               | 57,691               | 17.74%               | -8.02%               |
|                                                                                | Liberal-Conservativi1      | John A. Macdonald         | 38                   | 36                   | 26                   | -27.8%               | 40,234               | 12.37%               | -0.53%               |
|                                                                                | Conservatorii Muncitorești |                           | 1                    | 1                    | -                    | -100%                | 1,515                | 0.47%                | +0.02%               |
|                                                                                | Independenți               | Independenți              | 7                    | 1                    | 4                    | +300%                | 10,453               | 3.21%                | +1.58%               |
|                                                                                | Independenți Liberali      | Independenți Liberali     | 5                    | 2                    | 5                    | +300%                | 6,541                | 2.01%                | +0.37%               |
|                                                                                | Independenți Conservatori  | Independenți Conservatori | 3                    | 2                    | 3                    | +50%                 | 2,360                | 0.73%                | +0.03%               |
|                                                                                | Necunoscut                 | Necunoscut                | 104                  | -                    | -                    | -                    | 78,008               | 23.98%               | +1.78%               |
| Total                                                                          | Total                      | Total                     | 355                  | 200                  | 206                  | +3.0%                | 325,247              | 100%                 |                      |
| Source: Site-ul parlamentului Arhivat în 7 februarie 2011, la Wayback Machine. |                            |                           |                      |                      |                      |                      |                      |                      |                      |

Note:

Parlamentul canadian după alegerile din 1874. Liberalii sunt marcați cu roșu iar conservarii sunt marcaţi cu albastru

1 Liberal-Conservativii au format o coaliție cu Partidul Conservator în Casa Comunelor..
Locuri pe partide
Următorul nr. de parlamentari au fost aleși:
- Ontario: 1 liberal-conservator, 13 liberali
- Quebec: 10 conservatori, 4 liberal-conservatori, 15 liberali
- New Brunswick: 1 conservator, 3 liberali, 1 independent liberal
- Nova Scotia: 5 liberali
- Insula Prințului Edward: 2 liberali